# التمييز ضد المصابين بالإيدز

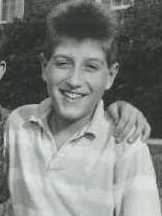
راين وايت والذي تمت طباعة صورته على أحد الملصقات المعروفة الخاصة بفيروس HIV بعد أن جرى طرده من مدرسته بسبب إصابته بالإيدز عبر العدوى

التمييز ضد المصابين بالإيدز هو ما يتعرض له المصابون بالإيدز أو المعرضون للإصابة من حكم مسبق والذي تظهر آثاره في القانون. يوجد رفض اجتماعي وثقافي تام يرتبط بالإصابة بمرض الإيدز في العديد من الدول حول العالم وتختلف نسبة النبذ من مجتمع لآخر، ويتم التعبير عن هذا الرفض بمختلف الأشكال حيث يتعرض المصابون بهذا المرض لشتى أشكال النبذ والرفض والتمييز والتجنب من قبل مجتمعاتهم؛ ويتمثل ذلك في الفحص الإجباري لاكتشاف تطور فيروس HIV دون الحصول على موافقة مسبقة من الشخص الذي يتم إجراء الفحص عليه ومن دون فرض نوع من الحماية على سرية النتائج، بالإضافة إلى العنف الذي تتم ممارسته ضد الأشخاص المصابين بفيروس HIV أو حتى للأشخاص المشكوك بإصابتهم بالفيروس، وآخر هذه الأشكال هو فرض حجر صحي يتم تطبيقه على المصابين. وقد أدى العنف المرتبط بالرفض التام للمرض على المستويين الاجتماعي والثقافي وكذلك الخوف من التعرض لممارسات تعنيفية في حالة اكتشاف المجتمع لإصابة أحد الأفراد بالمرض إلى إحجام الكثيرين عن إجراء اختبار فيروس HIV أو التقصي عن نتائج هذا الاختبار أو البحث عن العلاج إذا ثبتت الإصابة بالمرض، الأمر الذي من شأنه أن يجعل هذا المرض مزمناً قابل للسيطرة إلى حكم بالإعدام على المريض، والطامة الكبرى هي النتيجة الأخرى لذلك؛ ألا وهي تزايد انتشار المرض بصورة كبيرة.
يمكن تقسيم أشكال الرفض المرتبطة بالمصابين بمرض الإيدز إلى الأنواع الثلاثة التالية:
- الرفض المرتبط بما يمكن أن ينتج عن الإصابة بالمرض؛ ويعد هذا الجانب انعكاساً لعلاقة مرض الإيدز بالإحساس بالخوف وترقب الشر الذي يصحب أي نوع من أنواع الأمراض الفتاكة التي يمكن أن ينتقل بالعدوى.[3]
- الرفض المرتبط بما يرمز إليه الإيدز من معانٍ؛ ويرتبط هذا الجانب باستخدام فيروس HIV ومرض الإيدز للتعبير عن موقف معين تجاه مجتمعات وأنماط الحياة المرتبطة في أذهان البعض بهما.[3]
- الرفض المرتبط بعدم التعامل بأي نوع من أنواع اللياقة وحسن المعاملة مع مرضى الإيدز؛ ويرتبط هذا الجانب بوصمة العار المرتبطة في أذهان البعض بالمصابين بفيروس HIV عن السبب الذي أدى إلى إصابتهم بمرض الإيدز أو بمن يحملون الفيروس في دمائهم.[4]

غالباً ما يرتبط مرض الإيدز بعدة مظاهر سلوكية أخرى مرفوضة؛ خاصةً تلك الممارسات المرتبطة بالمثلية الجنسية وازدواجية الميول الجنسية والدعارة والحقن الوريدي بالمواد المخدرة.
ويرتبط مرض الإيدز في العديد من الدول المتقدمة بمفهومي المثلية الجنسية وازدواجية الميول الجنسية مما أدى إلى تصاعد حدة الأصوات المنادية بالتحامل على الممارسات الجنسية ورفضها مثل تلك الأصوات التي تعارض بشدة مفهوم المثلية الجنسية. كما يوجد ارتباط قوي في أذهان العديد من الأفراد بين مرض الإيدز والعلاقات الجنسية المثلية بين الذكور حتى وإن كانت بين ذكور غير حاملين لعدوى المرض.

## الدول الرافضة لدخول مرضى الإيدز إلى اراضيها

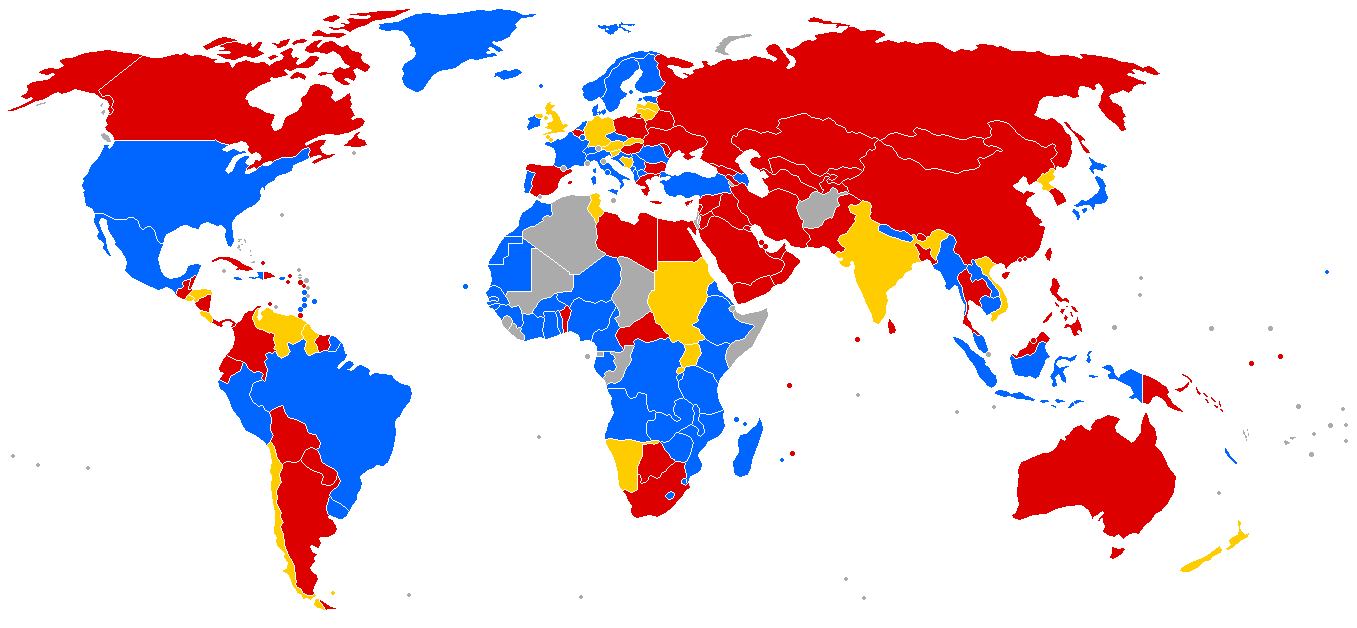
خريطة لدول العالم توضح القيود المفروضة ضد سفر وإقامة الأشخاص المصابين
القيود على سفر واقامة المصابين مؤكدة
معلومات متناقضة، وتقييد ممكن
لا إدخال أو تنظيم محدد
لا معلومات عن هذا البلد

تمنع عدد من البلدان دخول حاملي فيروس العوز المناعي البشري ومرضى الايدز من دخول أراضيها وهذه البلدان هي: السعودية، وبروناي، والصين، وجمهورية التشيك، وغينيا الاستوائية، وكوريا الجنوبية، وبابوا غينيا الجديدة، وقطر، وروسيا، وسنغافورة، والسودان، والإمارات العربية المتحدة واليمن.

## معالجة التمييز
نظم البنك الدولي مسابقة إقليمية لإيجاد برامج شعبية ناجحة لمكافحة التمييز ضد المصابين بالإيدز، تقدمت 1,000 مجموعة من أفغانستان وبنغلاديش وبوتان ونيبال وباكستان وسريلانكا بمقترحات لسوق التنمية لمنطقة جنوب آسيا عام 2008 من أجل الحصول على تمويل بمنح صغيرة.
من هذه الطلبات، تم اختيار 26 برنامجاً من ستة بلدان لتجريب عملهم على نطاق أوسع على مدى 18 شهراً بمنحة إجمالية بلغت 1.4 مليون دولار، ومنح فردية تصل إلى 40 ألف دولار.
من السمات الشائعة للبرامج الفائزة أنها مكنت أفراداً من الفئات المهمشة من العاملين في مجال الجنس، إلى المدمنين على المخدرات بالمحاقن، إلى المتحولين جنسياً، والرجال الذين يمارسون الجنس مع الرجال - من الابتكار ومن تصحيح المعلومات المغلوطة عن أنشطتهم وعن الإيدز بشكل عام. وباستخدام العروض التلفزيونية والبرامج الإذاعية، ومسابقات الجمال، والمسارح المحلية، والتواصل مع قيادات المجتمع المحلي، وأنشطة الأعمال الخاصة التي يديرها العاملون في مجال الجنس، تمكنت الفئات المهمشة من التواصل بنجاح مع الجيران والمسؤولين المحليين لزيادة وعيهم بشأن الشعور بالعار والتمييز والحد من معاداتهم.

## العنف الهيكلي
العنف الهيكلي هو عامل مهم في علاج المصابين بالإيدز. يجادل بول فارمر بأن المقررات الاجتماعية التي تؤثر على حياة مجموعات ثقافية معينة تغير من خطر الإصابة بالعدوى والقدرة للوصول إلى العلاج. على سبيل المثال، يعد الوصول إلى العلاج الوقائي والحصول على علاج مضاد للفيروسات التقهقرية وقابلية الإصابة بالأمراض وسوء التغذية من العوامل التي تؤدي إلى تغير نسبة الخطر العام للمرض بسبب فيروس نقص المناعة البشرية. ويسبب هذا الأمر اختلاف كبير في معدل المرض بسبب فيروس الإيدز في مختلف المجموعات الاجتماعية والثقافية. كما يجادل فارمر أن التدخل الاجتماعي قد يكون مفتاح تغيير للفجوة في العلاج بين هذه المجموعات من الناس. يساعد تثقيف الأطباء حوول التفاعلات بين الحياة الاجتماعية والرعاية الصحية على تخفيف حدة الظلم في الرعاية الصحية.

## أبحاث
وجدت الأبحاث الحالية أن التحيز ضد الأشخاص المصابين بفيروس نقص المناعة البشرية هو أحد العوامل التي تسهم في تأخير بدء العلاج. ما لا يقل هن 20-40% من الأمريكيين المصابين بفيروس نقص المناعة البشرية لا يبدؤون نظام رعاية في غضون الأشهر الستة الأولى بعد التشخيص. عندما يبدأ الأفراد العلاج في وقت متأخر من تطور فيروس نقص المناعة البشرية، يكون لديهم 1.94 خطورة أكبر في الوفاة مقارنة بالذين بدأ علاجهم عندما لا تزال خلايا CD4+Tحوالي 500 خلية/ميكرولتر. في دراسة نشرت عام 2011 في قسم رعاية مرضى الإيدز والأمراض المنقولة جنسياً، فإن معظم العوائق التي تعترض الرعاية تتضمن التحيز ووصمة العار. إن أكثر الأسباب شيوعاً لعدم طلب العلاج هي "لم أرغب في إخبار أي شخص بأنني مصاب بفيروس نقص المناعة البشرية" و "لم أرغب في التفكير في كوني مصاب بفيروس نقص المناعة البشرية و"كنت محرجاً للغاية" أو "أخجل من الذهاب". إن وجود وصمة العار المرتبطة بفيروس نقص المناعة البشرية يمنع العديد من القادرين على الحصول على العلاج من الشعور بالراحة في التعامل مع وضعهم الصحي.

## التأثير على المجتمع

### وصمة العار
يتم تقسيم وصمة العار المرتبطة بمصابي الإيدز إلى ثلاث فئات:
- وصمة العار الإيجابية وهي انعكاس للخوف والتخوف للذين من المحتمل أن يترافقان مع أي مرض قاتل أو قابل للانتقال.[15]
- وصمة العار الرمزية، أي استخدام فيروس نقص المناعة البشرية للتعبير عن المواقف اتجاه الفئات الاجتماعية أو أناط الحياة التي يعتقد أنها مرتبطة بالمرض. [3]
- وصمة مجاملة المصابين بالإيدز، وهي وصم الأشخاص المتصلين بقضية فيروس نقص المناعة البشرية أو المصابين به بالعار.

لقد وجدت الأبحاث التي أجريت في جنوب إفريقيا حول الوصمة والتحيز في المجتمعات أن المصابين بفيروس نقص المناعة البشرية لا يعانون فقط من مستويات عالية من العار الذي يؤثر سلباً على جميع مجالات حياتهم، بل تتداخل المشاكل المرتبطة بهذه الوصمة في الحياة المجتمعية، حيث ألقى العديد من المصابين بفيروس نقص المناعة البشرية في جنوب افريقيا اللوم على أنفسهم فيما يتعلق بوضعهم الحالي.
وصمة العار وفقاً لقاموس ميريام وبستر، هي مجموعة من المعتقدات السلبية وغير العادلة حول مجموعة معينة من المجتمع. غالباً ما يتم فرض الوصمة عن طريق التحيز والأعمال القاسية والتعصب الأعمى. واستجابة لذلك، طور المتعايشون مع فيروس نقص المناعة البشرية عقليات للتعامل من الذات ومهارات للتعامل مع التداعيات الاجتماعية مقابل قبولهم وضعهم الحالي وطلب المساعدة.
غالباً ما يتعامل الأشخاص المصابين بفيروس نقص المناعة المكتسبة مع وصمة العار، وعلى الرغم من أن هذا المرض هو مرافق للشخص لمدى الحياة إلا أنه يمكن معالجته. من الممكن الآن للشخص المصاب بفيروس نقص المناعة المكتسبة أن يكون لديه علاقة حميمة مع شخص آخر مصاب بنقص المناعة البشرية ولا ينقل المرض إليه. ومن الممكن أيضاً للأم التي تعاني من نقص المناعة المكتسبة ألا تمرر مرضها إلى طفلها. في البلدان النامية، يتعرض الاشخاص المصابون بفيروس نقص المناعة البشرية للتميز في العمل والمدرسة والمجتمع وحتى في مرافق العناية الصحية. وقد يؤدي هذا التمييز إلى زيادة انتشار فيروس نقص المناعة البشرية لأن عدد أقل من الأشخاص سيرغبون بإجراء اختبار لمعرفة ما إذا كانوا مصابين به.

### العلاقات المجتمعية
في بلدان معينة مثل نيجيريا، احتمالية إفصاح الشخص المصاب بمرض الإيدز عن مرضه تصبح أقل بسبب تداعيات استبعاد مجتمعه المحلي له. في معظم الحالات، من أجل منع الرفض الاجتماعي، لا يكشف معظم المصابين بفيروس نقص المناعة البشرية عن حالتهم لتجنب عزلهم عن المشاركة في الأحداث الثقافية والاجتماعية. هذا يؤدي بدوره إلى سلوكيات عالية الخطورة مثل نقل الأمراض للآخرين أو تأخير العلاج المناسب والتعايش مع المرض. كما يمكن للمصاب أن يعيش في عزلة ووحدة وخوف وبمشاكل في هويته إن اغلقت مجتمعاته الباب عليه. تعزز وصمة العار المرتبطة بالمصابين بمرضى الإيدز انتشار البحوث الطبية المتعلقة بفيروس نقص المناعة البشرية وتحرمه من الدعم الاجتماعي والطبي. لن يعد هؤلاء الأفراد يشعرون بأنهم جزء من المجتمع الذي نحتاج كبشر إليه لكي نشعر بأن هنالك من يرغب بنا ويفهمنا.
جنباً إلى جنب مع الروابط العائلية والعلاقات الحميمة، تتوتر العلاقة الروحية للمصابين بفيروس نقص المناعة البشرية. في دراسة بحثية أجريت في المنطقة الغربية من المملكة العربية السعودية، وجدت النتائج أن وصمة العار عميقة في المملكة العربية السعودية حيث يحظر الإسلام السلوكيات المرتبطة بعوامل الخطر المحتملة لانتقال فيروس نقص المناعة البشرية مثل الجنس غير الزوجي والمثلية الجنسية واستخدام المخدرات عن طريق الحقن. حيث يترافق مع الخوف والعار خوفاً من العقاب الإلهي والخوف من اكتشاف مرضهم ومن المستقبل ومن الموت. يعاني المصابين بفيروس نقص المناعة البشرية من العزلة والنقص في الدعم النفسي والاجتماعي والعاطفي.